# 삼투 전력
삼투 전력(osmotic power) 또는 블루 에너지(blue energy)는 바닷물과 강물의 염분 농도 차이로부터 얻을 수 있는 에너지이다. 이를 위한 두 가지 실용적인 방법은 역전기투석(RED)과 압력 지연 삼투(PRO)이다. 두 공정 모두 멤브레인을 통한 삼투에 의존한다. 주요 폐기물은 기수이다. 이 부산물은 자연의 힘, 즉 바닷물로 이루어진 바다로 담수가 흘러 들어가는 결과물이다.
1954년에 패틀(Pattle)은 손실된 삼투압 측면에서 강이 바다와 섞일 때 아직 개발되지 않은 전력 공급원이 있다고 로브(Loeb)가 제안했다.
압력 지연 삼투에 의해 전력을 생성하는 방법은 1973년 이스라엘 베르셰바 네게브의 벤 구리온 대학의 시드니 롭 교수에 의해 발명되었다. 이 아이디어는 부분적으로 요르단 강이 사해로 흘러가는 것을 관찰하면서 로브 교수에게 떠올랐다. 그는 이러한 자연 혼합 과정에서 낭비될 두 가지 수용액(하나는 요르단 강, 다른 하나는 사해)의 혼합 에너지를 수확하고 싶었다. 1977년에 로브 교수는 역전기투석 열 엔진으로 전력을 생산하는 방법을 발명했다. In 1977 Prof. Loeb invented a method of producing power by a reverse electrodialysis heat engine.
기술은 실험실 조건에서 확인되었다. 이 제품은 네덜란드(RED)와 노르웨이(PRO)에서 상업용으로 개발되고 있다. 멤브레인 비용이 걸림돌이었다. 전기적으로 변형된 폴리에틸렌 플라스틱을 기반으로 한 새롭고 저렴한 멤브레인은 잠재적인 상업적 용도에 적합했다. 다른 방법이 제안되었으며 현재 개발 중이다. 그 중에는 전기이중층 커패시터 기술을 기반으로 한 방식과 증기압차를 기반으로 한 방식이 있다.

## 같이 보기
- 역삼투
- 반투과성막
- 해양 에너지
- 지속 가능한 에너지
- 재생 가능 에너지
- 퓨가시티
- 농담전지